# NGC 877
NGC 877 (również PGC 8775 lub UGC 1768) – galaktyka spiralna z poprzeczką (SBbc), znajdująca się w gwiazdozbiorze Barana. Odkrył ją William Herschel 14 października 1784 roku.